# Hokusai
Hokusai, cunoscut și sub numele de Katsushika Hokusai (葛飾 北斎 în japoneză, Katsushika fiind numele de familie), (1760-1849) a fost un pictor ukiyo-e japonez.

## Biografie
Născut în capitala Edo (actualmente Tokio) cu prenumele Tokitarō, a folosit în timpul vieții mai multe pseudonime, numele de Hokusai începând să îl folosească în 1796. Din 1798 își va semna picturile și stampele cu numele Hokusai, ilustrațiile publicate pe bani proprii le va semna cu numele Tasumasa, ilustrațiile unor scrieri de ficțiune le va semna cu numele de Tokitarō, iar alte stampe sau cărți comerciale le va semna cu numele de Kakō (sau Sorobeku). În 1800 începe să își spună Gakyōjin Hokusai („Hokusai cel nebun după pictură”).
La vârsta de 18 ani merge în ucenicie la pictorul Shunshō Katsukawa, unde după doar un an de studii va crea o serie de portrete bine-reușite ale unor actori ai vremii. După ce Katsukawa decedează în 1792, Hokusai se pare că renunță să mai picteze actori ca protest că nu a fost numit el să conducă școala lui Katsukawa, ci un alt elev al maestrului, Shun'ei Katsukawa.

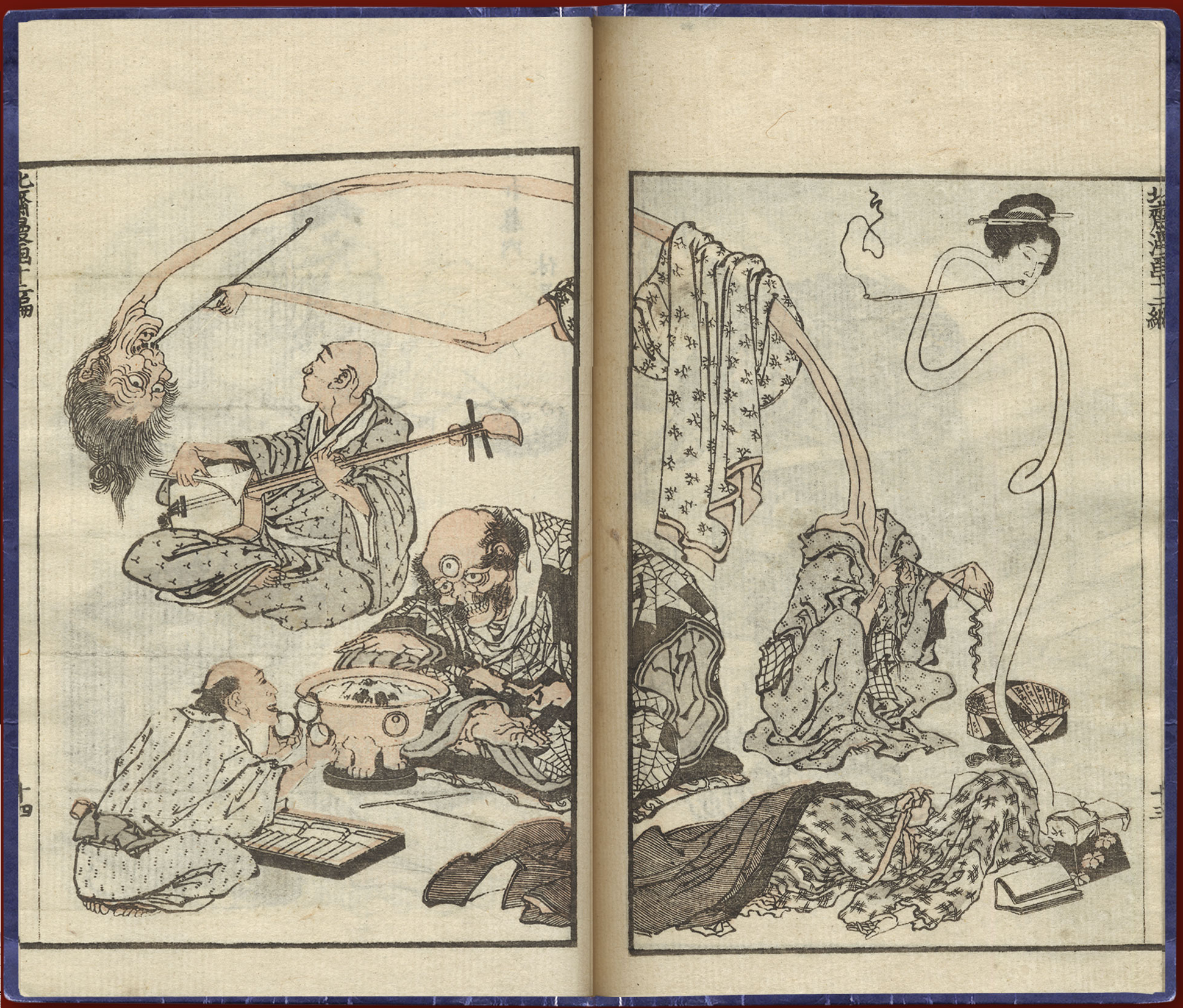
Ilustrație manga de Hokusai

În 1812 se împrietenește cu Gekkotei Bokusen (1775-1824) (care-i va deveni ucenic și viitor colaționar al lucrărilor lui Hokusai), prietenie care va rezulta în seria de cărți ilustrate care au devenit cunoscute sub numele Hokusai Manga. Ele au fost publicate între 1814 și 1834 la Nagoya.
Seria Fugaku sanjūrokkei („36 de imagini ale Muntelui Fuji”) care conține cunoscutul Marele val de la Kanagawa a început să fie publicată în 1831, seria Fugaku hyakkei („100 de imagini ale Muntelui Fuji”) începe să fie publicată cam în 1834, iar ultima mare serie de stampe Hyakunin isshu uba ga etoki („Ilustrații pentru 100 de poeme”) începe să fie publicată pe când se retrăsese de la Edo la Uraga, pe peninsula Miura, la sud de Tokio, între 1834 și 1836. Această ultimă serie, care avea ca intenție să ilustreze toate cele 100 de poeme din colecția Hyakunin isshu n-a fost niciodată dusă la sfârșit, fiind sistată după cea de-a 27-a ilustrație.

## Galerie de imagini

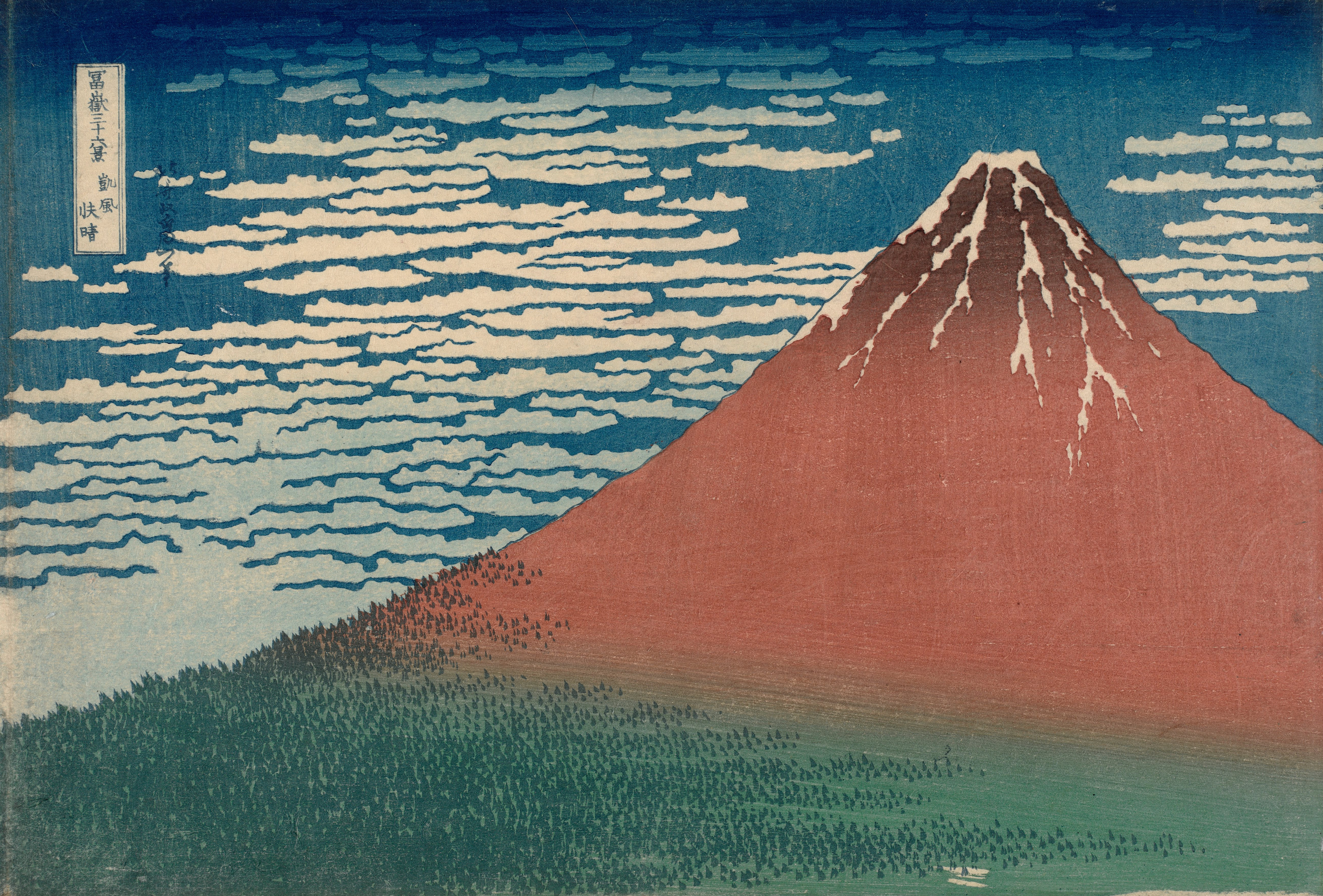
Muntele Fuji „în roșu”
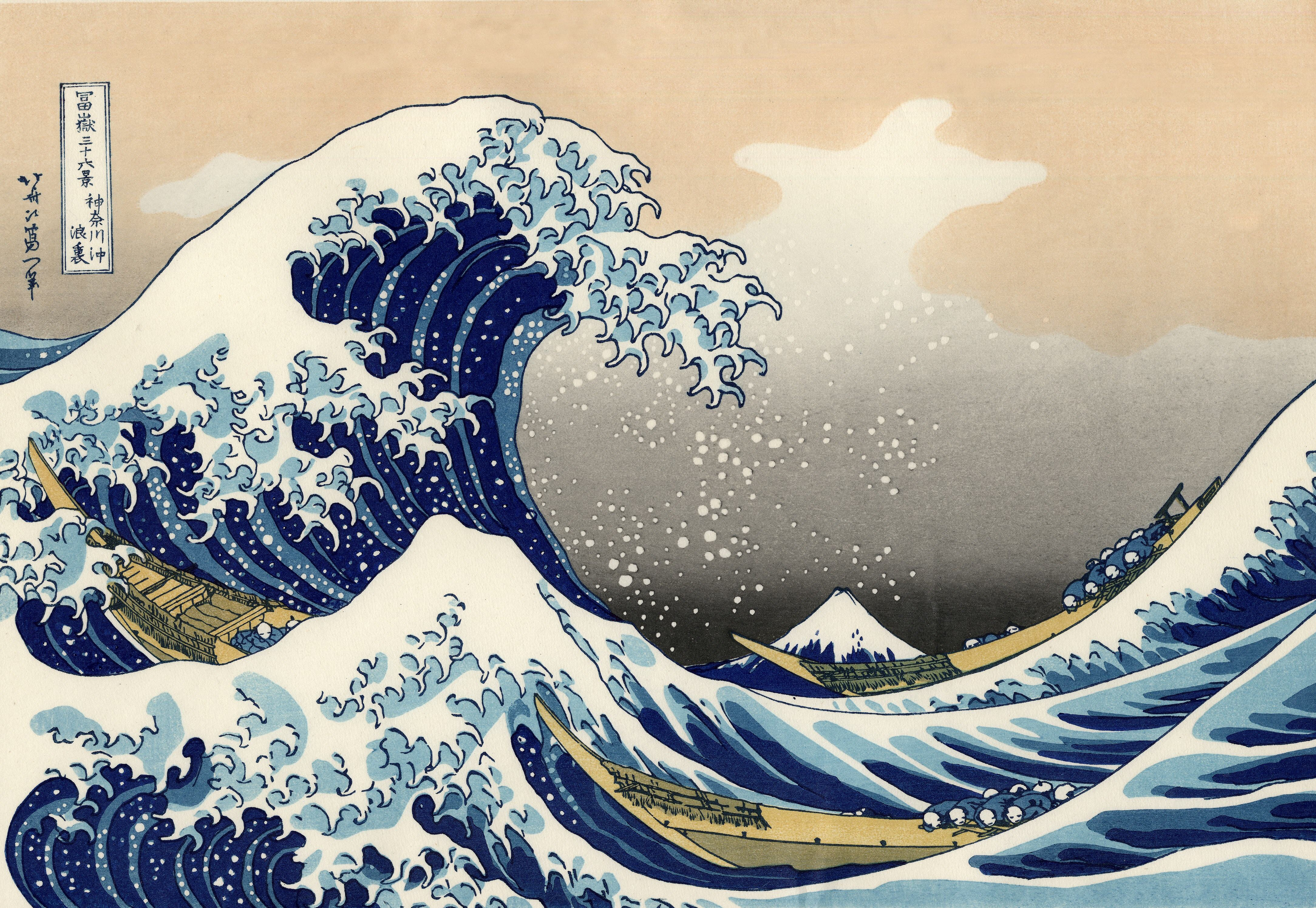
Marele val de la Kanagawa
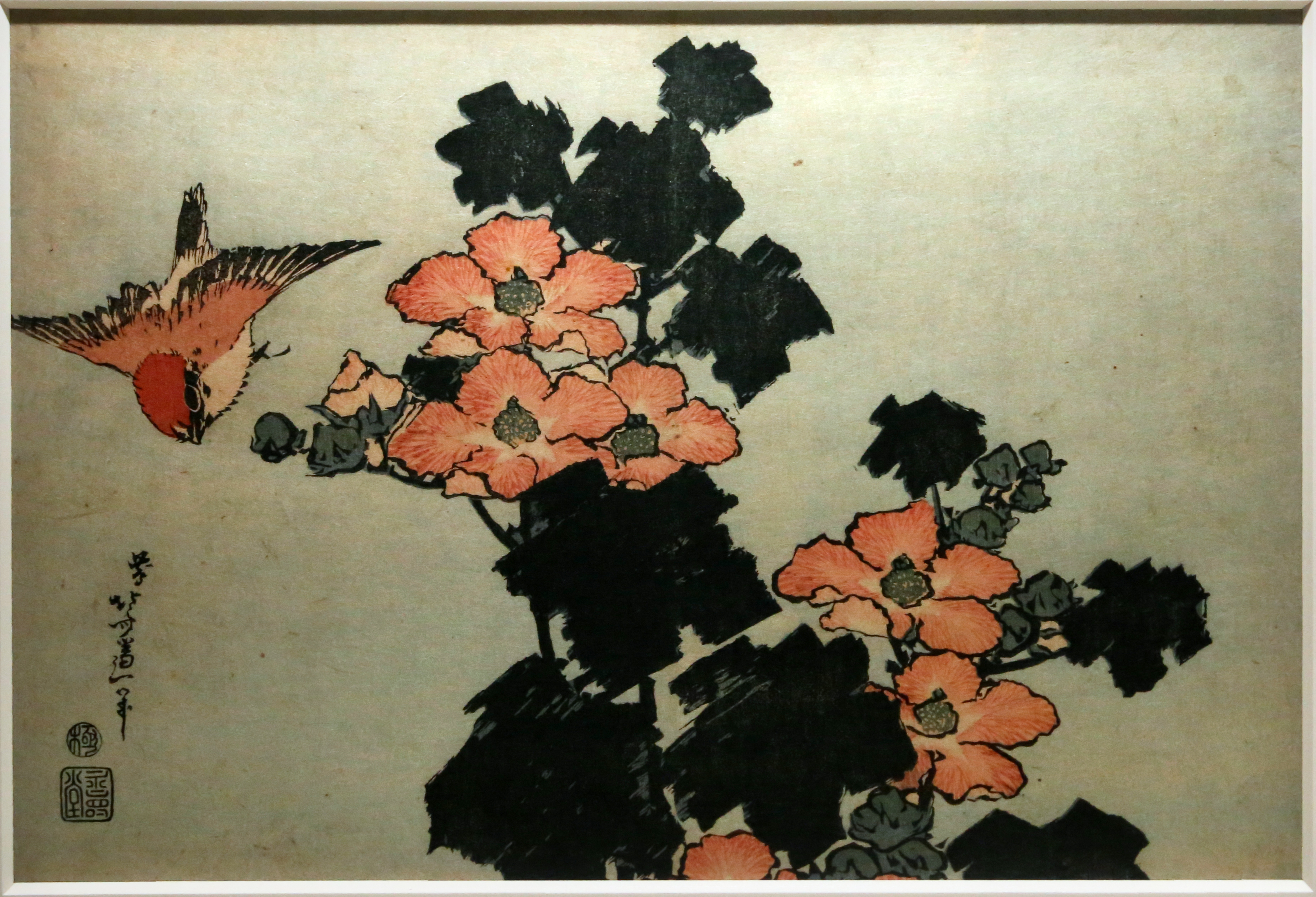
Pictură de Katsushika Hokusai realizată în maniera Ukiyo-e
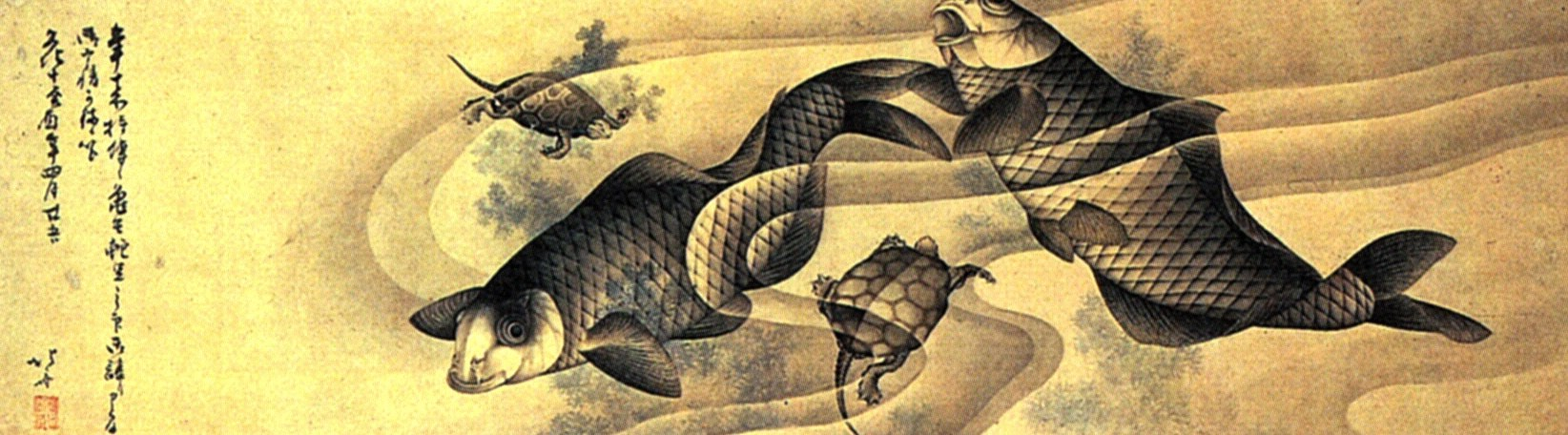
Crapi sau koi
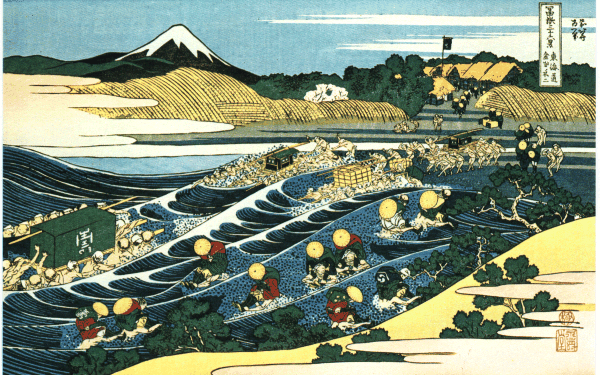
Călători traversând râul Oki

## Vezi și
- Muzeul erotic Beate Uhse